# Однажды эта боль принесёт тебе пользу
Однажды эта боль принесет тебе пользу — комедийно-драматический фильм 2011 года режиссера Роберто Фаэнцы по одноименному роману Питера Кэмерона. Фильм является совместным производством Италии и США. Американского главного героя-подростка сыграл восемнадцатилетний английский актер Тоби Регбо, а актерский состав второго плана — в основном американцы.
Премьера фильма состоялась на Римском кинофестивале 2011 года, а его выход в Италии состоялся в феврале 2012 года. Его премьера в Северной Америке состоялась на Международном кинофестивале в Майами в 2012 году.

## Сюжет
Джеймс Свек — одинокий молодой человек, который любит читать и проводить дни в компании бабушки Нанетт. Его называют неудачником, потому что, в отличие от своих сверстников, он не хочет соответствовать социальным условностям, мечтая о уединенной жизни в доме на Среднем Западе, а не о поступлении в колледж. Его мать, галеристка, оставившая своего третьего мужа в медовый месяц, отец, бизнесмен, одержимый внешностью, чтобы угодить молодым женщинам, и 23-летняя сестра, намеревающаяся написать свои собственные мемуары и сплести отношения с 50-летним польским профессором. Неспособные понять его дискомфорт и отвращение к университету, родители решают отправить его к терапевту, поэтому Джеймс проводит свои дни между сеансами психотерапии и работой в галерее матери, ища свой путь в жизни и надеясь, что когда-нибудь его боль пригодится ему.

## В ролях
- Тоби Регбо в роли Джеймса Свека
- Марсия Гей Харден в роли Марджори Данфур
- Питер Галлахер в роли Пола Свек
- Дебора Энн Уолл в роли Джиллиан Свек
- Эллен Берстин в роли бабушки Джеймса Свека
- Шивон Фэллон Хоган в роли миссис Бимер
- Люси Лью — Ровена Адлер, личный тренер
- Стивен Лэнг в роли Барри Роджерса
- Гилберт Овуор в роли Джона Вебстера
- Обри Плаза в роли агента по недвижимости

## Производство
Фильм является совместным производством Италии и США, спродюсирован Jean Vigo Italia в сотрудничестве с Rai Cinema и получил поддержку BNP Paribas и Министерства культурного наследия, культурной деятельности и туризма Италии, который выделил 1 600 000 евро.
Фильм снимался полностью в Нью-Йорке в период с 18 августа по 4 октября 2010 года с бюджетом около 8 миллионов долларов.

## Показ
Фильм был представлен во внеконкурсной программе на Римском международном кинофестивале 2011 года, фильм был представлен в итальянских кинотеатрах 24 февраля 2012 года.

## Саундтрек
Саундтрек, написанный Андреа Герра, был выпущен 24 января 2012 года в цифровом формате и 31-го числа на компакт-диске.